# ونگ (فرعون)
وِنِگ یا وِنِگ نِبتی یا وَجنس پادشاه مصر باستان (فرعون) در دودمان دوم در سده ۲۸ام پیش از میلاد بود. گمان بر این می‌رود که دوران فرمانروایی او میان دو پادشاه نی‌نتجر و خع‌سخم‌وی بوده‌است.
جایگاه تاریخی او و طبقه‌بندی این فرعون میان دیگر پادشاهان دودمان دوم عامل بحث و اختلاف بسیار میان مصرشناسان بوده‌است. از این رو ونگ را می‌توان یکی از بحث برانگیزترین فرعون‌های آن دودمان تاریخی بر شمرد.

## منبع
مشارکت‌کنندگان ویکی‌پدیای آلمانی، بازبینی شده در تاریخ ۸ ژانویه ۲۰۱۲